# 静岡県道338号清水インター線
静岡県道338号清水インター線（しずおかけんどう338ごう しみずインターせん）は、静岡県静岡市清水区袖師町と清水インターを結ぶ一般県道である。

## 概要
静岡市の旧清水市街地、清水港、臨海工業地帯と東名高速道路清水インターチェンジを結ぶために開設された大型車の通行の多い取付道路。清水マリンロード手前のアンダーパス（起点付近）は2車線だが、終点に近づくにつれて6車線となる。

### 路線データ
- 起点：静岡県静岡市清水区袖師町[1]（袖師交差点、国道1号（東海道）交点）
- 終点：清水インター[1]

## 歴史

### 年表
- 1969年（昭和44年）10月21日：静岡県告示第689号により、県道に認定される[1]。

## 路線状況

### 交通量
24時間交通量（台）　道路交通センサス
| 区間                               | 平成17（2005）年度 | 平成22（2010）年度 | 平成27（2015）年度 |
| ---------------------------------- | ------------------ | ------------------ | ------------------ |
| 起点 - 国道1号（静清バイパス）交点 | 15,871             | 16,285             | 16,054             |

（出典：「平成22年度全国道路・街路交通情勢調査 一般交通量調査 箇所別基本表」、「平成27年度全国道路・街路交通情勢調査 一般交通量調査 箇所別基本表」（国交省ホームページ）より一部データを抜粋して作成）

### 重複区間
- 国道1号（庵原交差点 - 清水インターの間）

## 地理

### 通過する自治体
- 静岡県
  - 静岡市 - 清水区

### 接続する道路

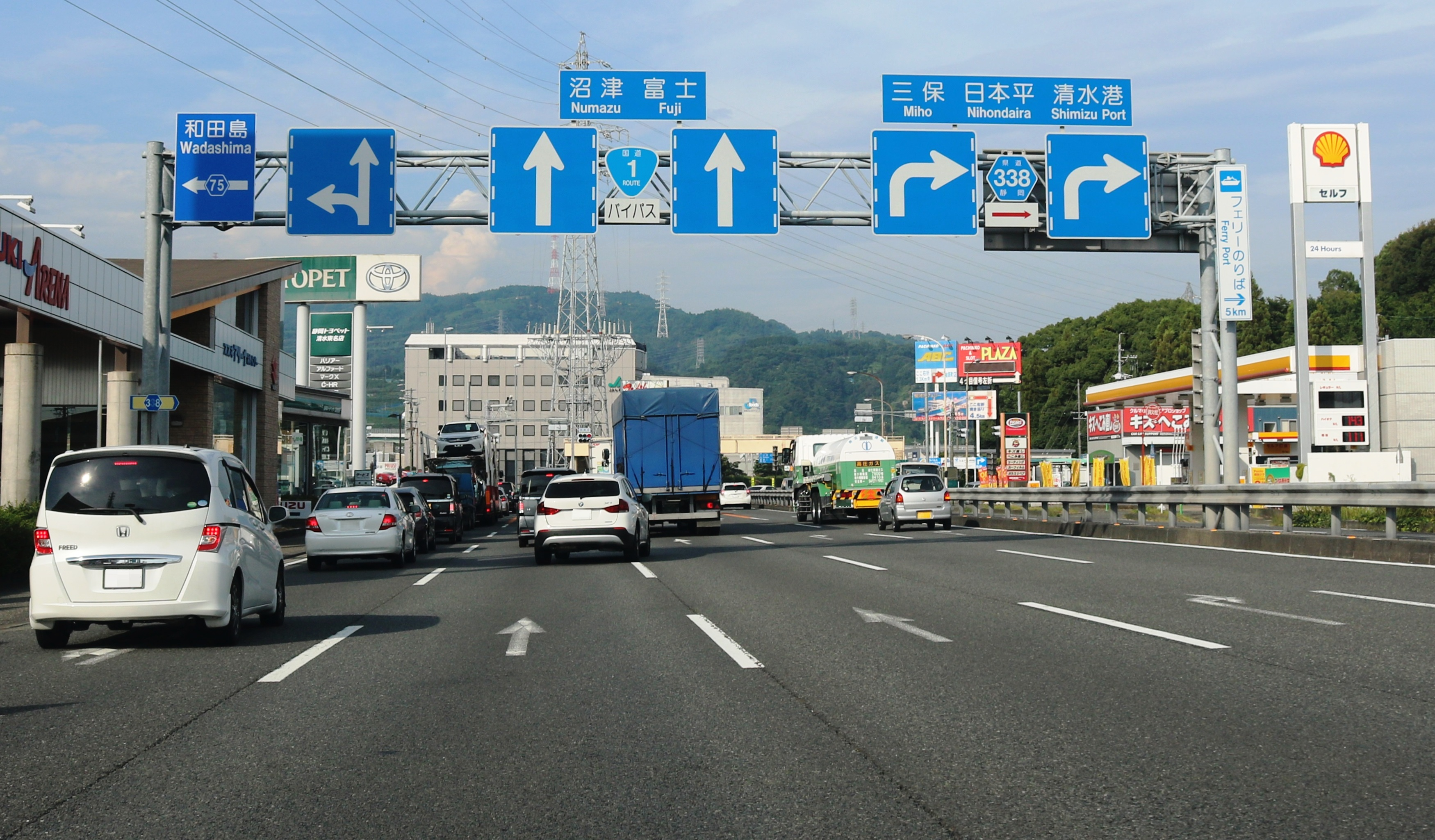
国道1号（静清バイパス）と静岡県道338号清水インター線との交点、「庵原」交差点

| 接続する道路             | 交差点名     | 所在地 | 所在地 | 所在地 |
| ------------------------ | ------------ | ------ | ------ | ------ |
| 国道1号（東海道）        | 袖師         | 静岡市 | 清水区 | 袖師町 |
| 静岡県道75号清水富士宮線 | 神明橋       | 静岡市 | 清水区 | 西久保 |
| 国道1号（静清バイパス）  | 庵原         | 静岡市 | 清水区 | 庵原町 |
| 静岡県道75号清水富士宮線 | 庵原         | 静岡市 | 清水区 | 庵原町 |
| 清水インター             | 清水インター | 静岡市 | 清水区 | 八坂町 |

### 沿線
- 静岡市立清水袖師中学校